# Ézy-sur-Eure
Ézy-sur-Eure és un municipi francès situat al departament de l'Eure i a la regió de Normandia. L'any 2007 tenia 3.134 habitants.

## Demografia

### Població
El 2007 la població de fet d'Ézy-sur-Eure era de 3.134 persones. Hi havia 1.344 famílies, de les quals 430 eren unipersonals (153 homes vivint sols i 277 dones vivint soles), 412 parelles sense fills, 392 parelles amb fills i 110 famílies monoparentals amb fills.
La població ha evolucionat segons el següent gràfic:
Habitants censats

### Habitatges
El 2007 hi havia 1.558 habitatges, 1.353 eren l'habitatge principal de la família, 94 eren segones residències i 111 estaven desocupats. 1.274 eren cases i 278 eren apartaments. Dels 1.353 habitatges principals, 936 estaven ocupats pels seus propietaris, 381 estaven llogats i ocupats pels llogaters i 36 estaven cedits a títol gratuït; 39 tenien una cambra, 137 en tenien dues, 308 en tenien tres, 376 en tenien quatre i 493 en tenien cinc o més. 988 habitatges disposaven pel capbaix d'una plaça de pàrquing. A 707 habitatges hi havia un automòbil i a 452 n'hi havia dos o més.

### Piràmide de població
La piràmide de població per edats i sexe el 2009 era:
| Homes | Edats   | Dones |
| ----- | ------- | ----- |
| 1     | 95 o +  | 2     |
| 8     | 90 a 94 | 16    |
| 19    | 85 a 89 | 51    |
| 8     | 80 a 84 | 29    |
| 48    | 75 a 79 | 65    |
| 56    | 70 a 74 | 68    |
| 61    | 65 a 69 | 92    |
| 78    | 60 a 64 | 87    |
| 67    | 55 a 59 | 73    |
| 84    | 50 a 54 | 83    |
| 151   | 45 a 49 | 108   |
| 101   | 40 a 44 | 93    |
| 117   | 35 a 39 | 99    |
| 86    | 30 a 34 | 134   |
| 105   | 25 a 29 | 72    |
| 93    | 20 a 24 | 82    |
| 126   | 15 a 19 | 86    |
| 103   | 10 a 14 | 112   |
| 84    | 5 a 9   | 121   |
| 76    | 0 a 4   | 57    |

## Economia
El 2007 la població en edat de treballar era de 1.955 persones, 1.446 eren actives i 509 eren inactives. De les 1.446 persones actives 1.307 estaven ocupades (703 homes i 604 dones) i 140 estaven aturades (74 homes i 66 dones). De les 509 persones inactives 189 estaven jubilades, 156 estaven estudiant i 164 estaven classificades com a «altres inactius».

### Ingressos
El 2009 a Ézy-sur-Eure hi havia 1.421 unitats fiscals que integraven 3.379,5 persones, la mediana anual d'ingressos fiscals per persona era de 18.590 €.

### Activitats econòmiques
Dels 163 establiments que hi havia el 2007, 1 era d'una empresa extractiva, 3 d'empreses alimentàries, 16 d'empreses de fabricació d'altres productes industrials, 22 d'empreses de construcció, 45 d'empreses de comerç i reparació d'automòbils, 8 d'empreses de transport, 13 d'empreses d'hostatgeria i restauració, 1 d'una empresa d'informació i comunicació, 5 d'empreses financeres, 7 d'empreses immobiliàries, 13 d'empreses de serveis, 13 d'entitats de l'administració pública i 16 d'empreses classificades com a «altres activitats de serveis».
Dels 51 establiments de servei als particulars que hi havia el 2009, 1 era una oficina de correu, 2 oficines bancàries, 1 funerària, 5 tallers de reparació d'automòbils i de material agrícola, 1 autoescola, 5 paletes, 4 guixaires pintors, 4 fusteries, 4 lampisteries, 7 perruqueries, 9 restaurants, 5 agències immobiliàries, 1 tintoreria i 2 salons de bellesa.
Dels 18 establiments comercials que hi havia el 2009, 1 era una gran superfície de material de bricolatge, 3 fleques, 4 carnisseries, 1 una peixateria, 2 botigues de roba, 2 botigues d'electrodomèstics, 2 drogueries, 1 una perfumeria i 2 floristeries.
L'any 2000 a Ézy-sur-Eure hi havia 3 explotacions agrícoles que ocupaven un total de 150 hectàrees.

## Equipaments sanitaris i escolars
El 2009 hi havia 1 farmàcia i 2 ambulàncies.
El 2009 hi havia 1 escola maternal i 1 escola elemental. Ézy-sur-Eure disposava d'un col·legi d'educació secundària amb 469 alumnes.

## Poblacions més properes
El següent diagrama mostra les poblacions més properes.